# Gottlieb Heinrich Dietz
Gottlieb Heinrich Dietz (* 21. Dezember 1821 in Schneeberg (Erzgebirge); † 20. August 1849 in Mannheim) war ein deutscher Revolutionär und Beteiligter bei der Deutschen Revolution 1848/1849.

## Leben
Dietz war der Sohn des Stadtpfeifergesellen Carl Friedrich Dietz aus der erzgebirgischen Bergstadt Schneeberg, der später im Ort ein
Weißwarengeschäft führte. Seine Mutter war die Witwe Christiane Sophie Zweynert geb. Kühn aus Neustädtel.
Nach dem Schulbesuch erlernte er den Beruf eines Spenglers und wurde Mitglied des 1847 gegründeten Schneeberger Turnvereins nach Vorbild des Turnvaters Jahn. Als solches Mitglied wurde er gemeinsam mit einer Turnkompagnie Mitglied der neugegründeten Schneeberger Kommunalgarde. Als am Abend des 5. Mai 1849 Freischaren aus dem Vogtland in Schneeberg auftauchten, um zu übernachten und am nächsten Morgen in Richtung sächsische Landeshauptstadt Dresden weiterzuziehen, kam es zu einem Aufruhr, da bislang in der Stadt noch keine Freischar aufgestellt worden war. Man rief auf, am nächsten Morgen mit in Richtung Dresden zu marschieren.
Im Gasthof „Goldene Sonne“ wurde kurzfristig eine Volksversammlung einberufen, an der bis zu 600 Männer teilnahmen und wortlaut debattierten. In aller Eile wurde eine Schneeberger Freischar aufgestellt und durch freiwillige spontane Spenden mit 30 Taler unterstützt. Die Freischärler zogen in Richtung sächsische Landeshauptstadt, kamen aber lediglich bis hinter Freiberg und nicht in Dresden an, da sich dort die Lage grundlegend durch das Eingreifen der königlich-sächsischen Armee geändert hatte.
Gottlieb Heinrich Dietz blieb bei den Revolutionären und zog mit diesen nach Baden, wo er aktiv an der Badischen Revolution teilnahm. Doch auch dort scheiterte die Revolution. Die badische Armee wurde aufgelöst und später unter preußischer Führung neu aufgebaut. Vielen Revolutionären gelang die Flucht ins Exil, darunter Friedrich Engels und Friedrich Beust. Dieses Glück hatte Dietz jedoch nicht. Er wurde verhaftet und in Mannheim vor ein Standgericht mit preußisch-badischer Besetzung gestellt. Nach dem Fall Rastatts hatte das preußische Kommando Karl Alois Fickler den Bruder des badischen Agitators Joseph Fickler mit der Verteidigung der Angeklagten beauftragt. Die Standgerichte verurteilten 27 Revolutionäre, darunter Dietz, zum Tode durch Erschießen. Vier weitere Todesurteile wurden ebenfalls in Mannheim vollstreckt.

## Ehrungen

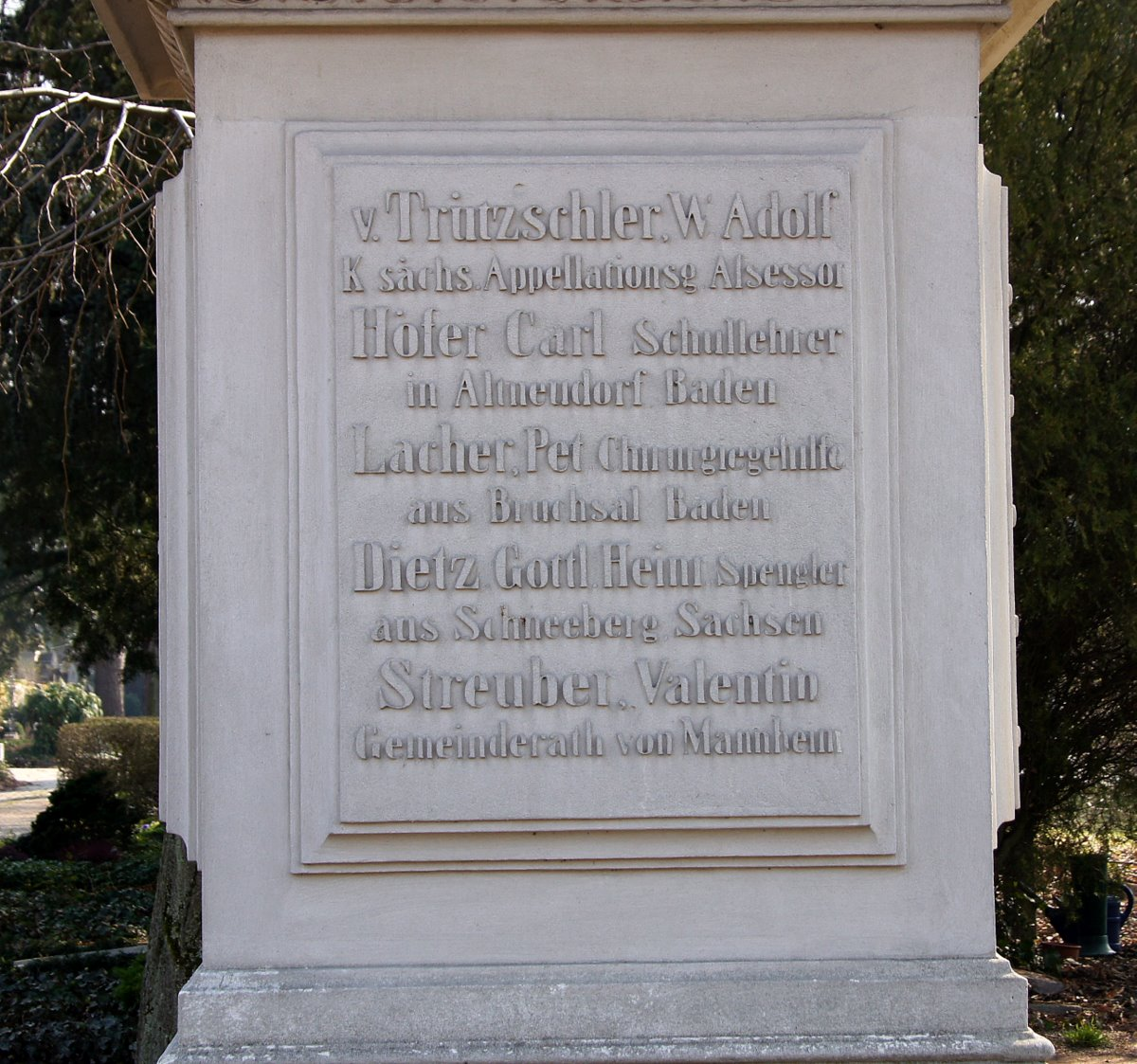
Denkmal in Mannheim

- Auf dem Hauptfriedhof Mannheim steht ein Denkmal für Gottlieb Heinrich Dietz und die vier anderen Todesopfer.
- Heute trägt das Stadion in Schneeberg den Namen von Gottlieb Heinrich Dietz.